# Guayabal (Panamá)
Guayabal es un corregimiento del distrito de Boquerón en la provincia de Chiriquí, República de Panamá. La localidad tiene 2.111 habitantes (2010).